# Borajna
Borajna je naseljeno mjesto u općini Grude, Federacija BiH, BiH.

## Stanovništvo

### 1991.
Nacionalni sastav stanovništva 1991. godine, bio je sljedeći:
ukupno: 295
- Hrvati - 292
- ostali, neopredijeljeni i nepoznato - 3

### 2013.
Nacionalni sastav stanovništva 2013. godine, bio je sljedeći:
ukupno: 211
- Hrvati - 209
- Srbi - 2